# شاه‌گیش زرد
شاه‌گیش زرد (نام علمی: Caranx rhonchus) نام یک گونه از سرده شاه‌گیش است.